# 2410 Morrison
2410 Morrison је астероид главног астероидног појаса са средњом удаљеношћу од Сунца која износи 2,215 астрономских јединица (АЈ).
Апсолутна магнитуда астероида је 13,0.